# Provincia di Salta
La provincia di Salta è una provincia dell'Argentina situata nell'estremo nord-occidentale del Paese. In senso orario cominciando da nord confina con la Provincia di Jujuy e Tarija dopo ad est con la Provincia di Formosa e la Provincia del Chaco, a sud-est Santiago del Estero, a sud con la Provincia di Tucumán, a sud-ovest con la Provincia di Catamarca, a ovest con la regione di Antofagasta. Si collega con il Cile attraverso il Passo di Sico.

## Geografia fisica
Questa provincia argentina geologicamente si può considerare grosso modo divisa in tre zone di rilievo molto distinte: 
1. All'ovest la zona della cordigliera delle Ande (intorno 6000 m.s.l.m. ) con l'altopiano molto elevato e quasi deserto (circa 4000 m s.l.m.) chiamato Puna de Atacama
2. Nel centro, dove si trova la maggior parte della popolazione e il capoluogo provinciale,  zona di valli subtropicali molto fertili con clima mite e temperato;
3. Nell'estremo nord, dentro l'area di selve montagnose si trova il Parco nazionale Baritú

All'est e nordest invece vi è la pianura appartenente alla regione calda chaqueña.

## Clima
Ovviamente l'ovest possiede un clima freddo di montagna con grande escursione termica. Il centro è una zona con clima abbastanza temperato e influssi subtropicali. L'Est ha un clima molto caldo benché subtropicale. Dato che in tutta la l'Argentina i venti generati dall'Antartide soffiano liberamente, durante l'inverno meridionale in tutta questa provincia argentina normalmente si verificano nevicate perfino in zone tropicali (al nord del Tropico del Capricorno).

## Storia
Prima dell'arrivo dei conquistadores spagnoli (fatto successo nel secolo XVI), il territorio di questa provincia era popolato da etnie che si trovavano nello stadio di cacciatore-raccoglitore (principalmente nella zona del Chaco) come i Wichi e i Qom; la zona montagnosa centrale era popolata da etnie civilizzate sedentarie di cultura neolitica come i Diaghiti e nell'estremo Nord i Chichas. 
Nella Puna de Atacama abitavano anche i neolitici Lickanantay o Cunza o Atacama. Nel secolo XV, dopo feroci guerre il territorio montagnoso fu invaso dai quechua, provenienti dal Perù e alleati con gli invasori provenienti dal sud del Perù e dal nordovest dell'attuale Bolivia. Nel XVI secolo quasi tutto il territorio entrò a fare parte dell'Impero spagnolo; da quell'epoca prosperarono i cavalieri gauchi, che dal primo decennio del secolo XIX risaltarono come combattenti, principalmente al comando di Manuel Belgrano e Martín Miguel de Güemes, per l'indipendenza argentina dalla Spagna "e di ogni altro potere straniero".
A partire dalla fine del 1990 - e principalmente durante il periodo dal 2001 al 2015 - alcune zone, specialmente nelle Valli Calchaquíes e nella zona di Salvador Mazza, hanno dato asilo a immigrati (in maggioranza aimara) poveri provenienti dell'Altopiano boliviano; questi ora sostengono di essere "popoli originari" e usurpano terre proclamandosi falsamente come "diaghiti".

## Galleria d'immagini

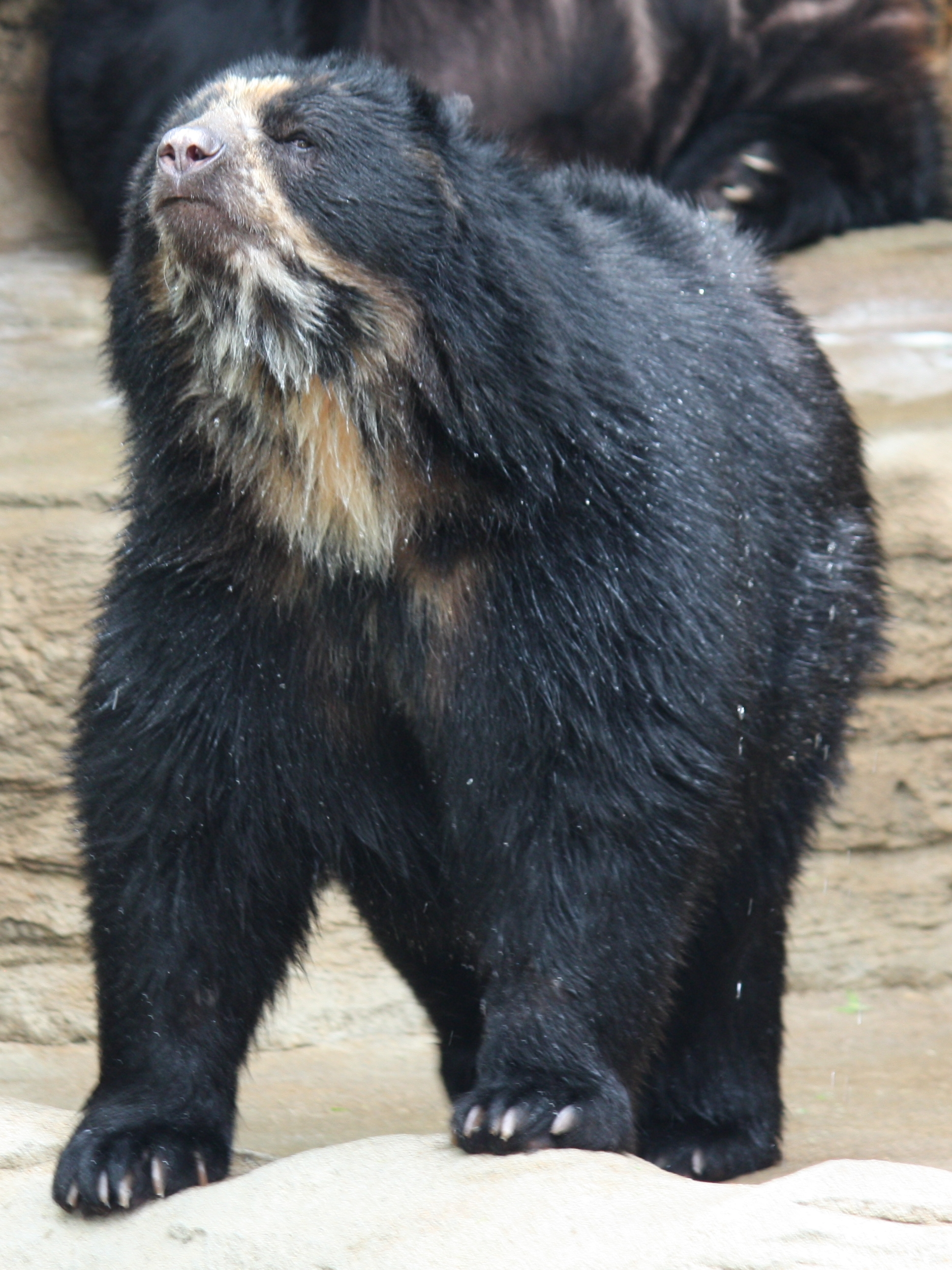
L'orso dagli occhiali (Tremarctos ornatus).
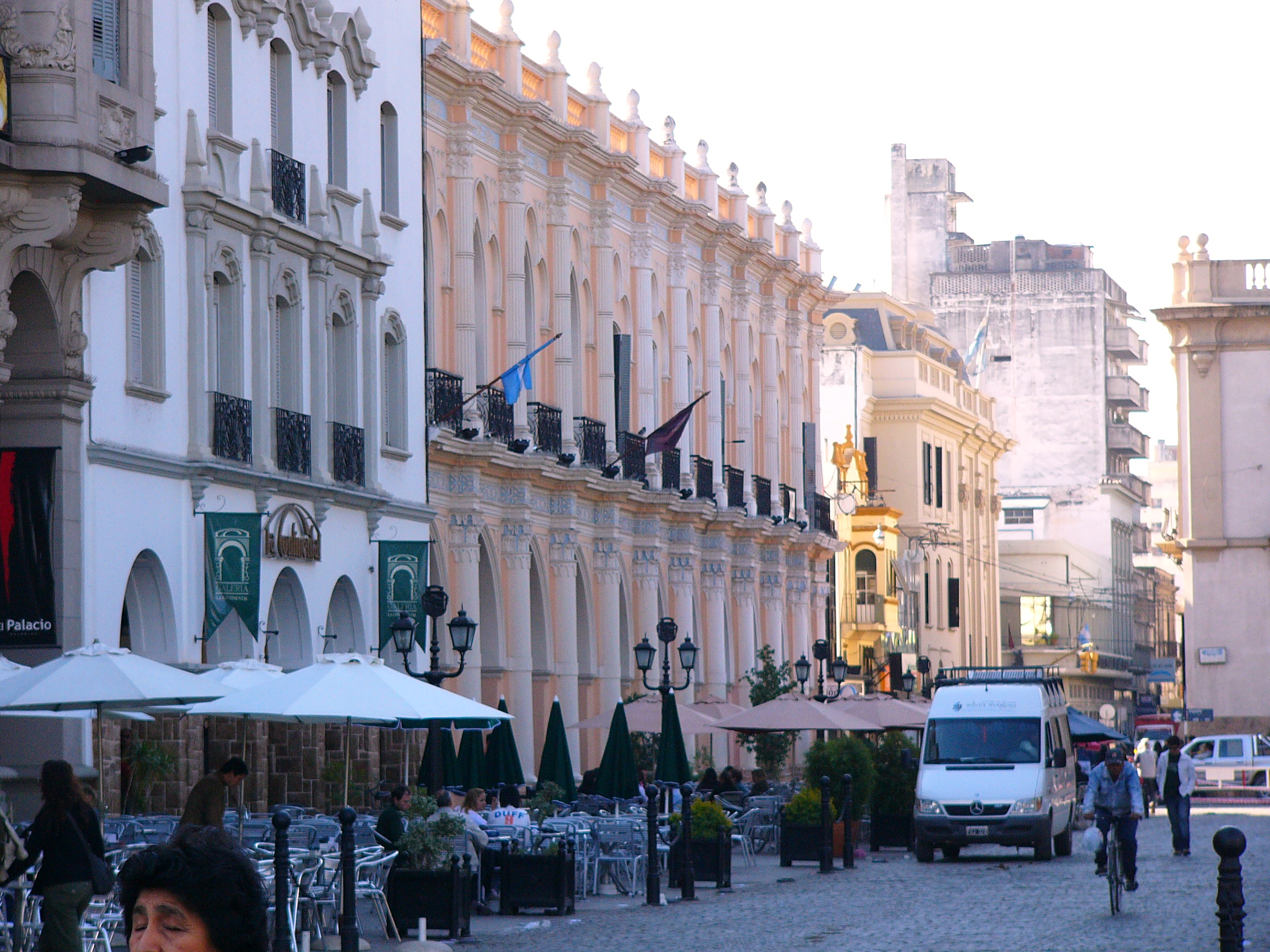
Prospettiva del centro storico della città di Salta (notare l'aspetto edilizio spagnolo coloniale)
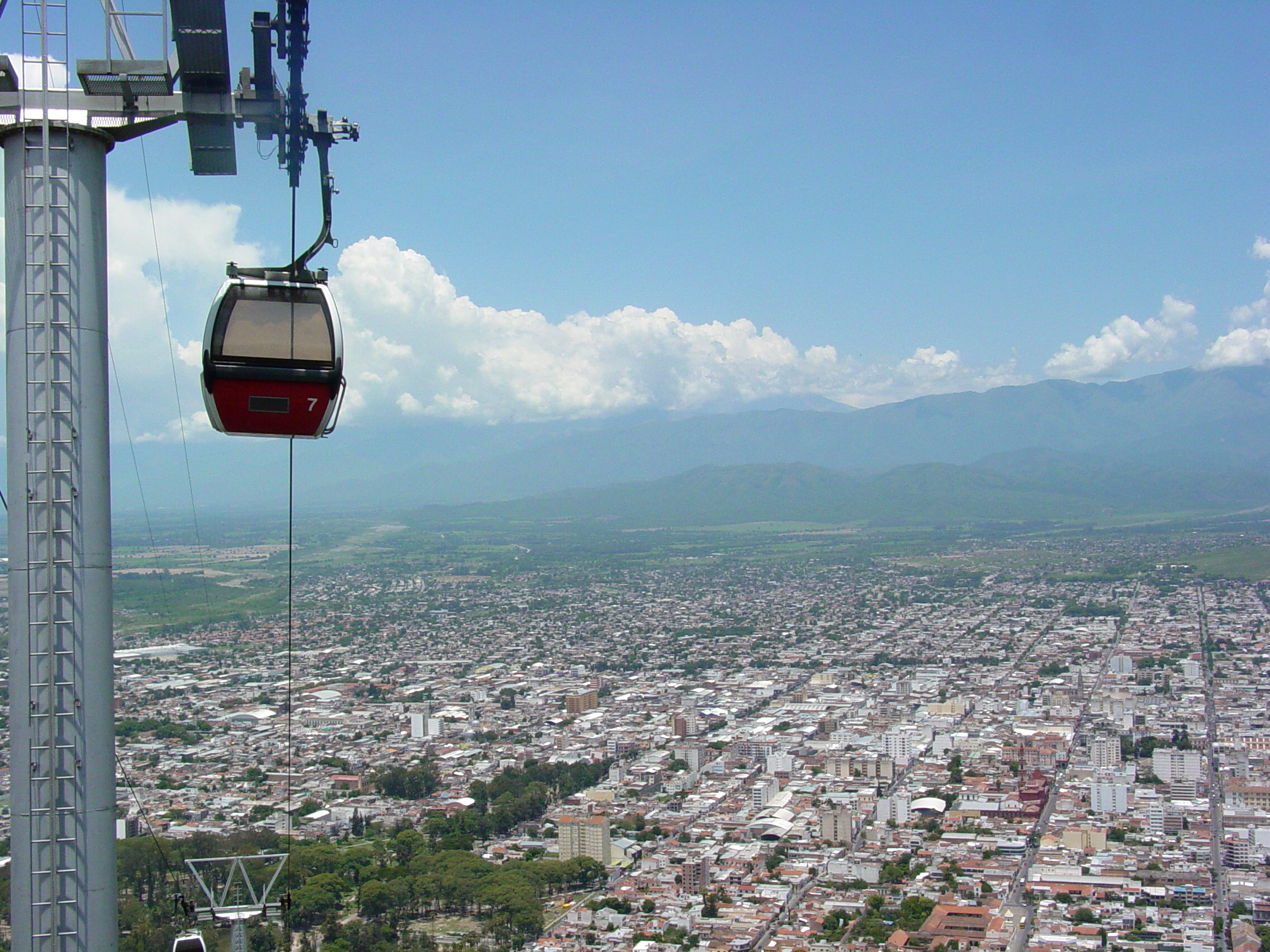
Cerro San Bernardo con la sua funivia;
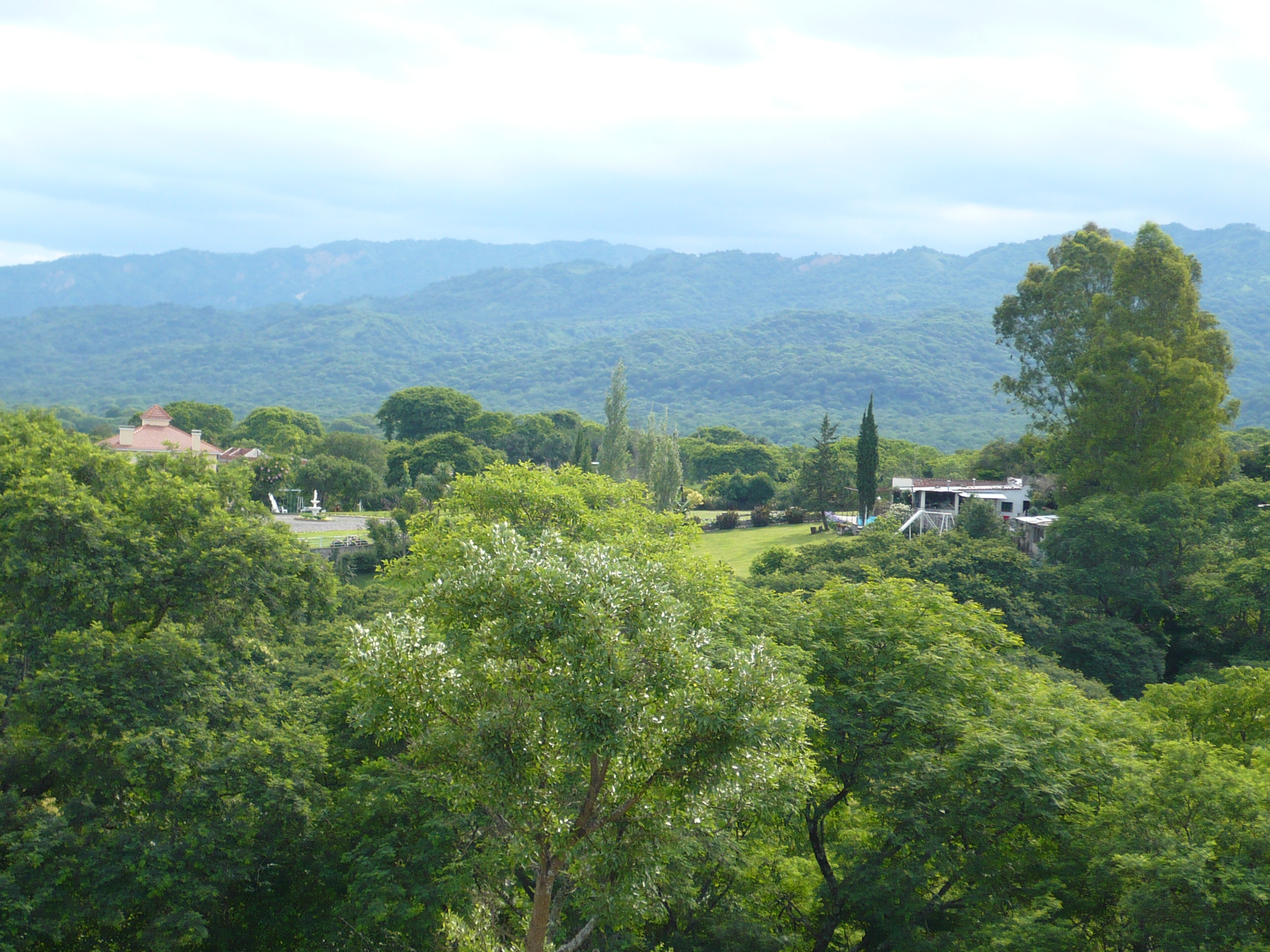
La valle di la Caldera, Salta.
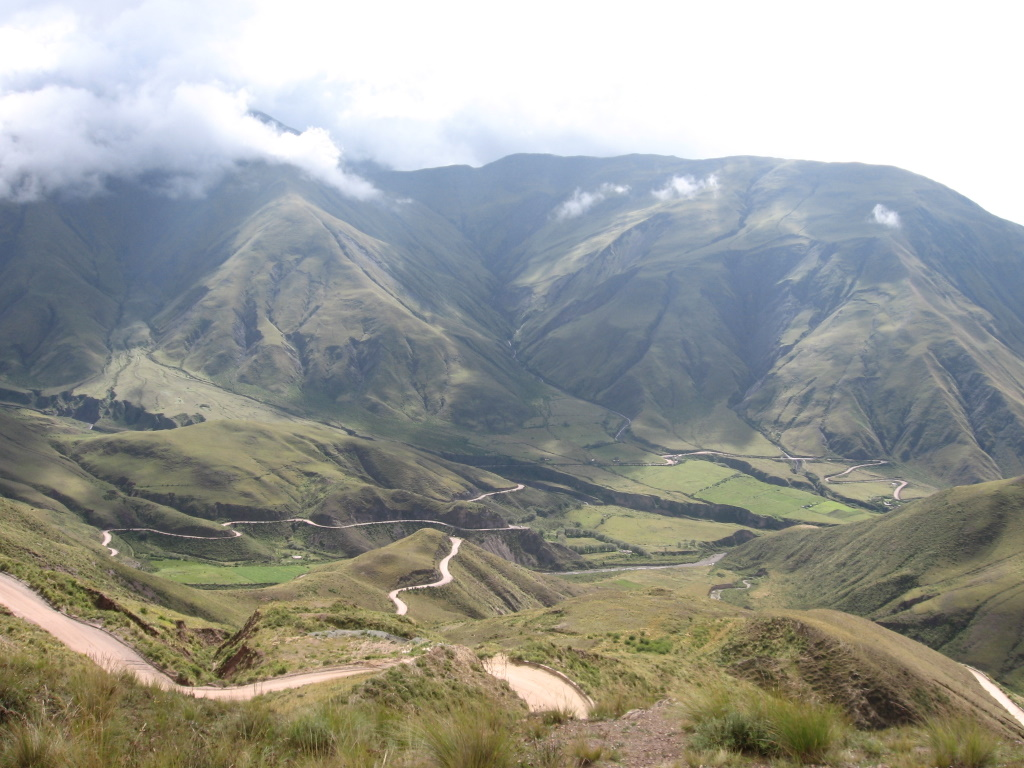
Cuesta del obispo (Pendio del vescovo)
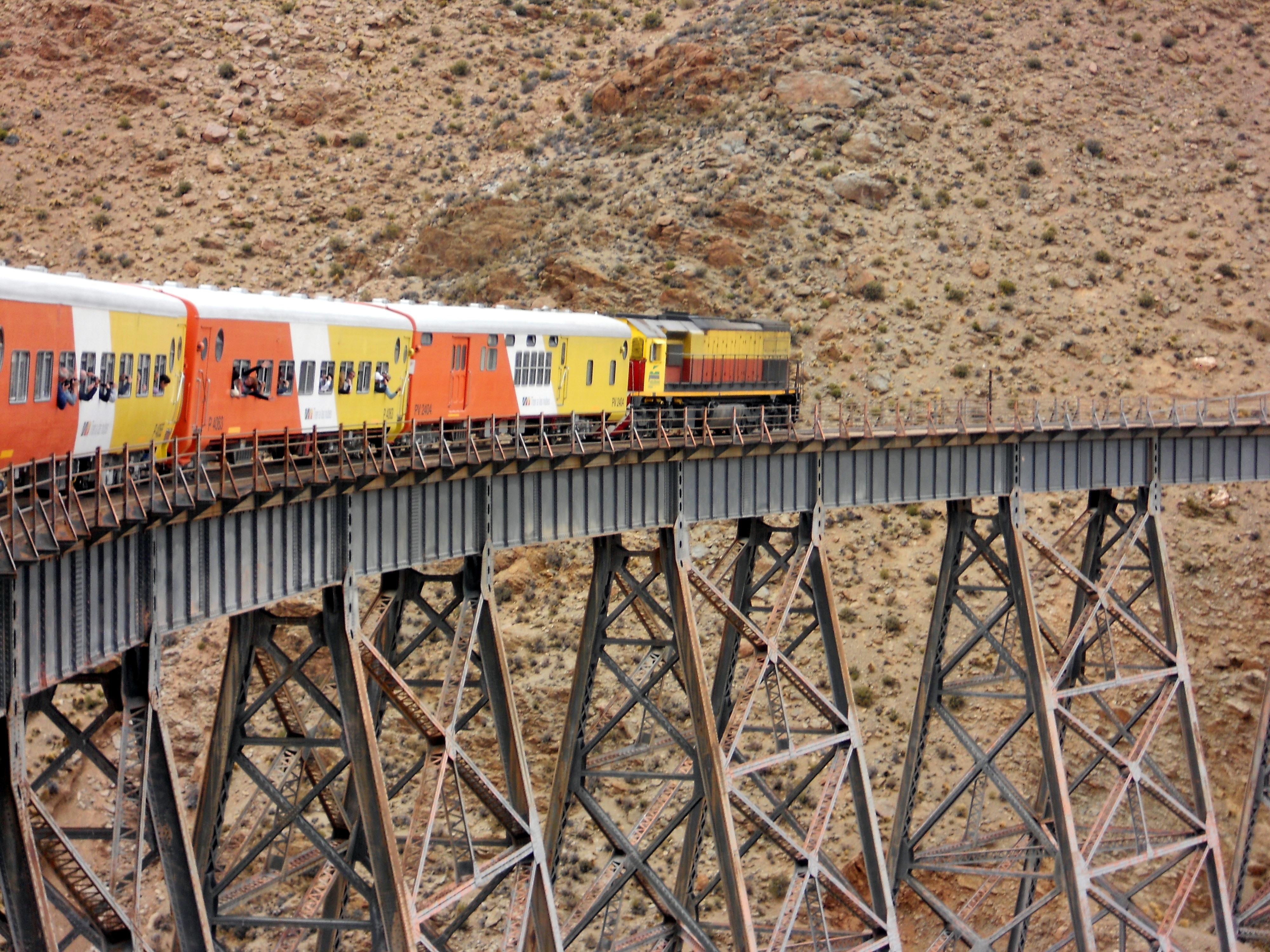
Il Tren a las Nubes (Treno delle Nuvole)
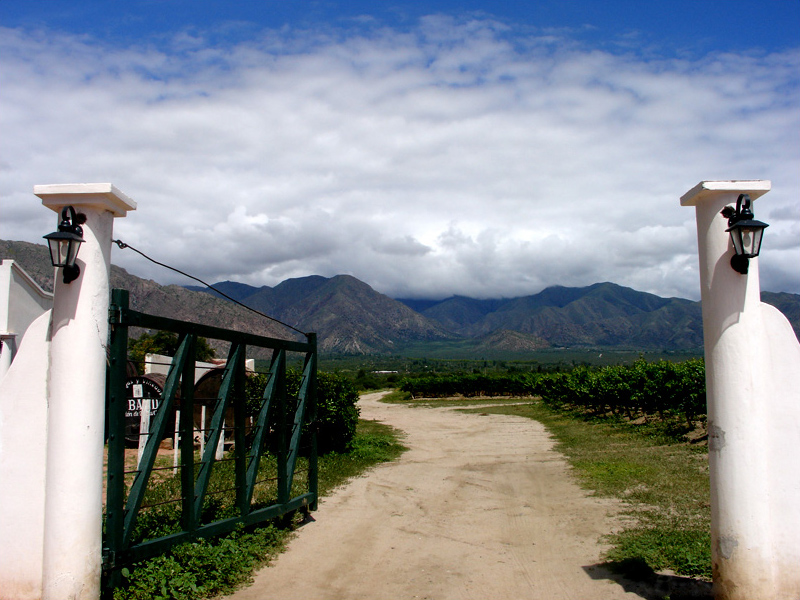
Portico di accesso ai vigneti in Cafayate
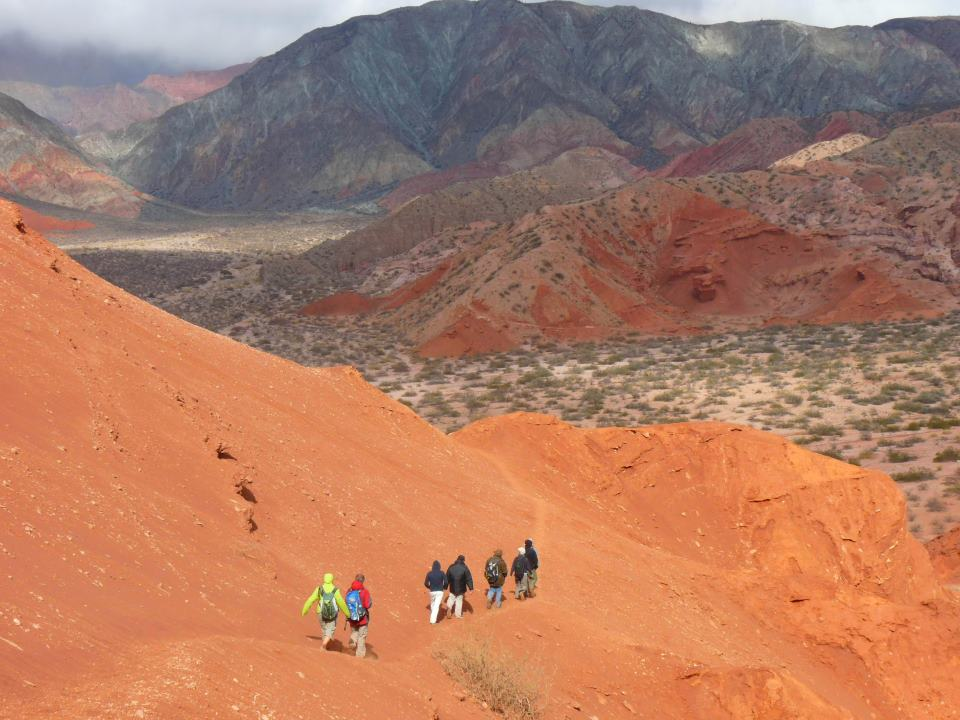
Quebrada de las Conchas
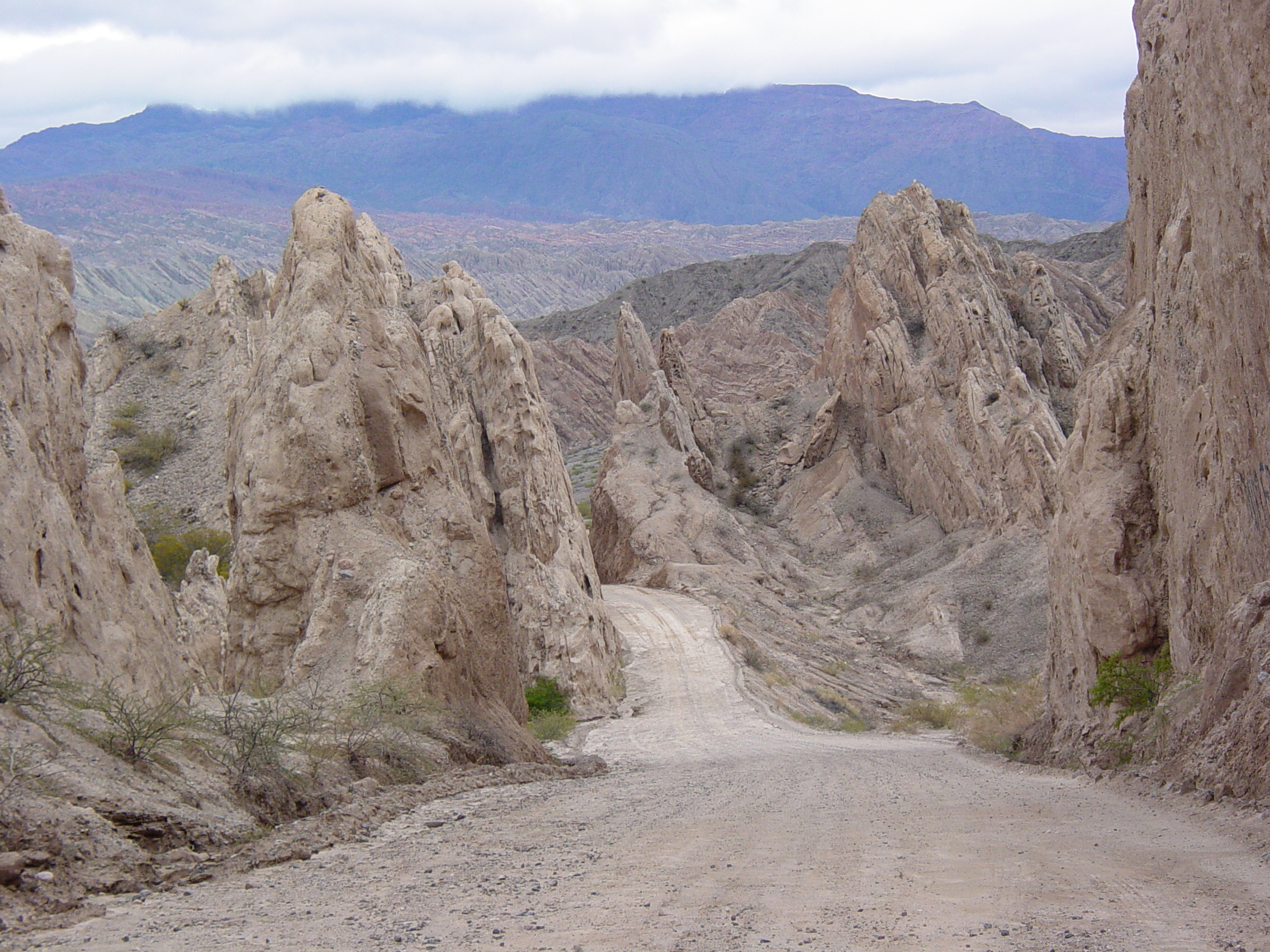
Quebrada de las Flechas
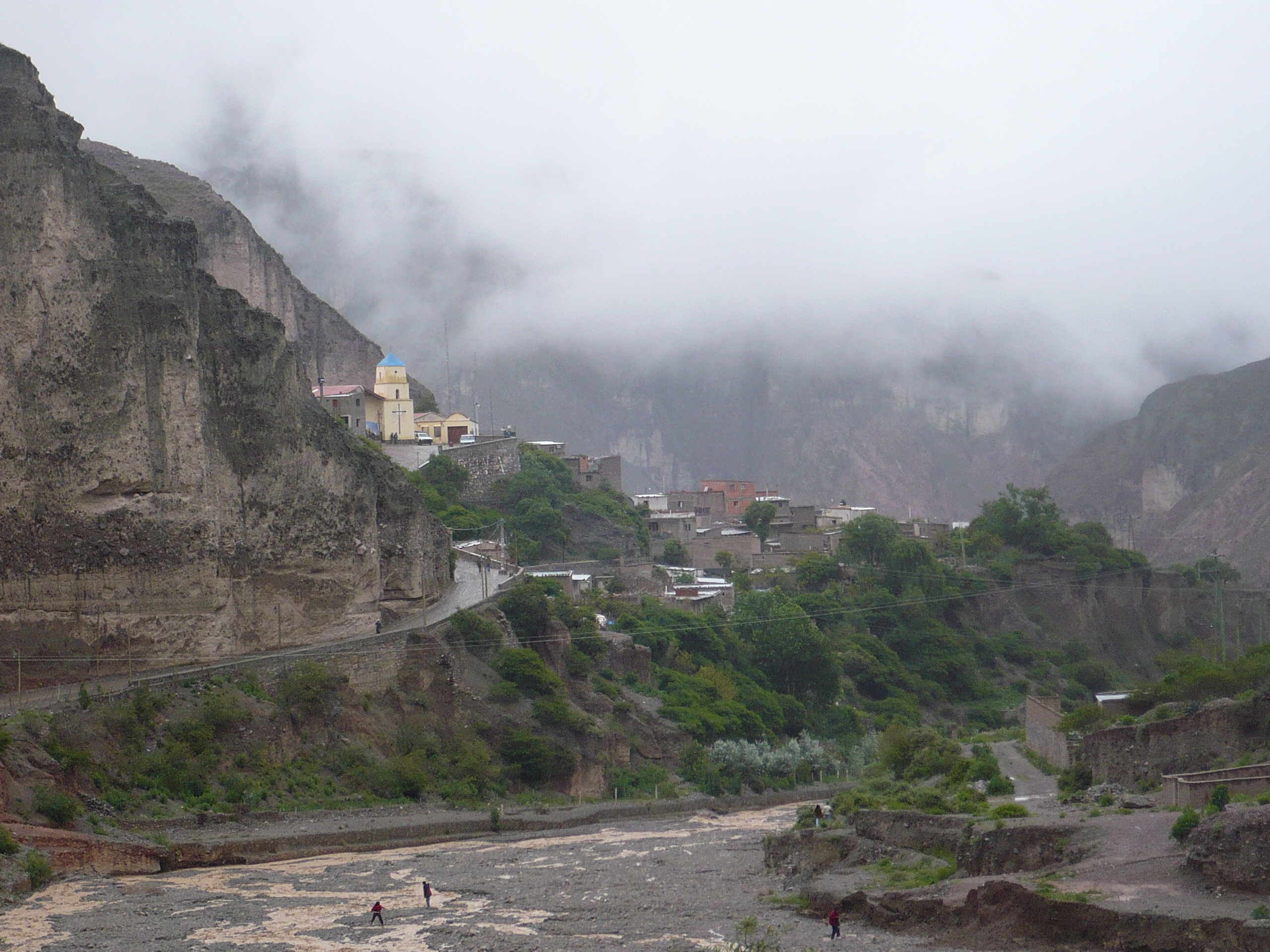
Paesaggio di Iruya
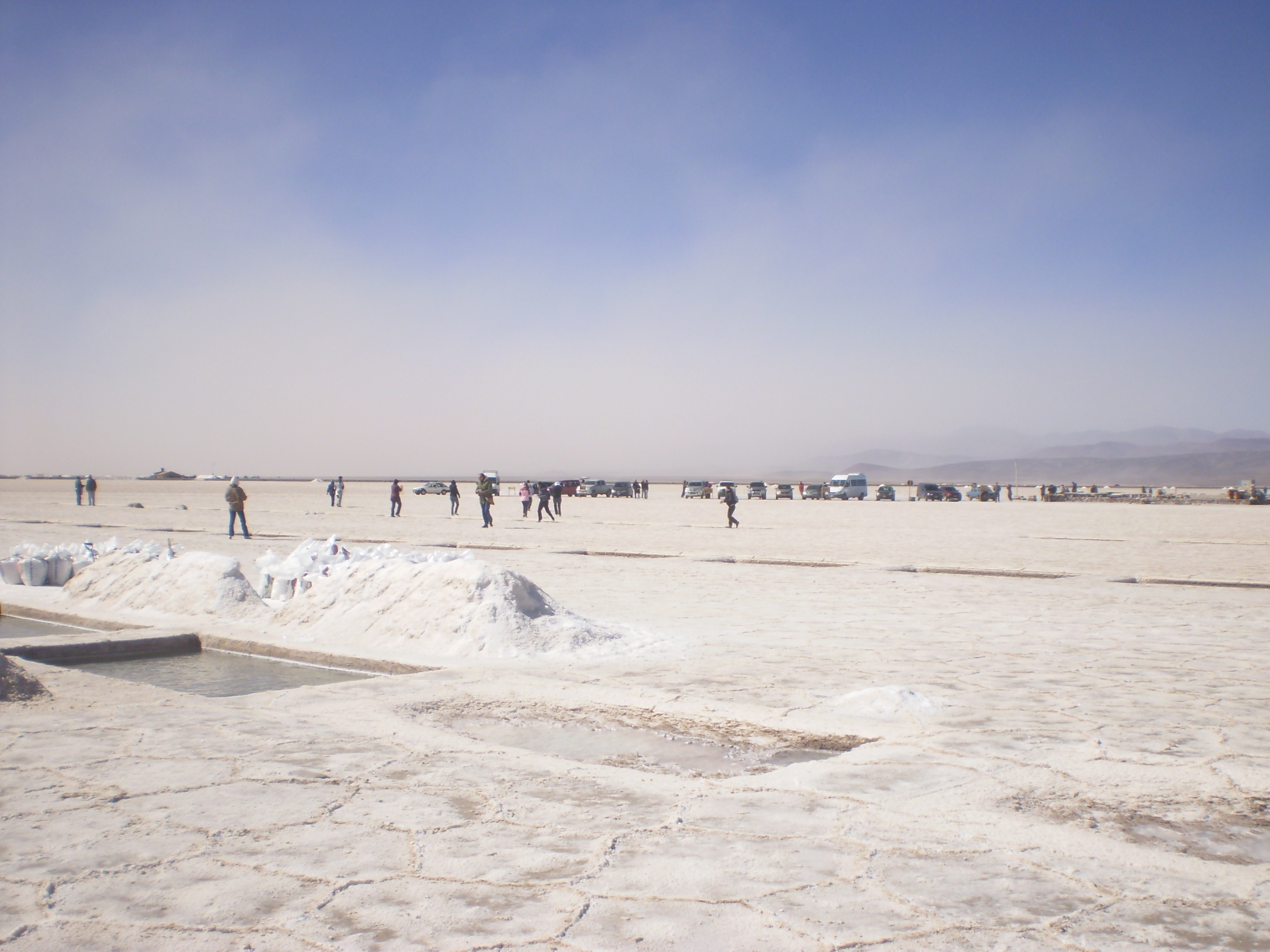
Salinas Grandes, tra le province argentine di Salta e Jujuy.
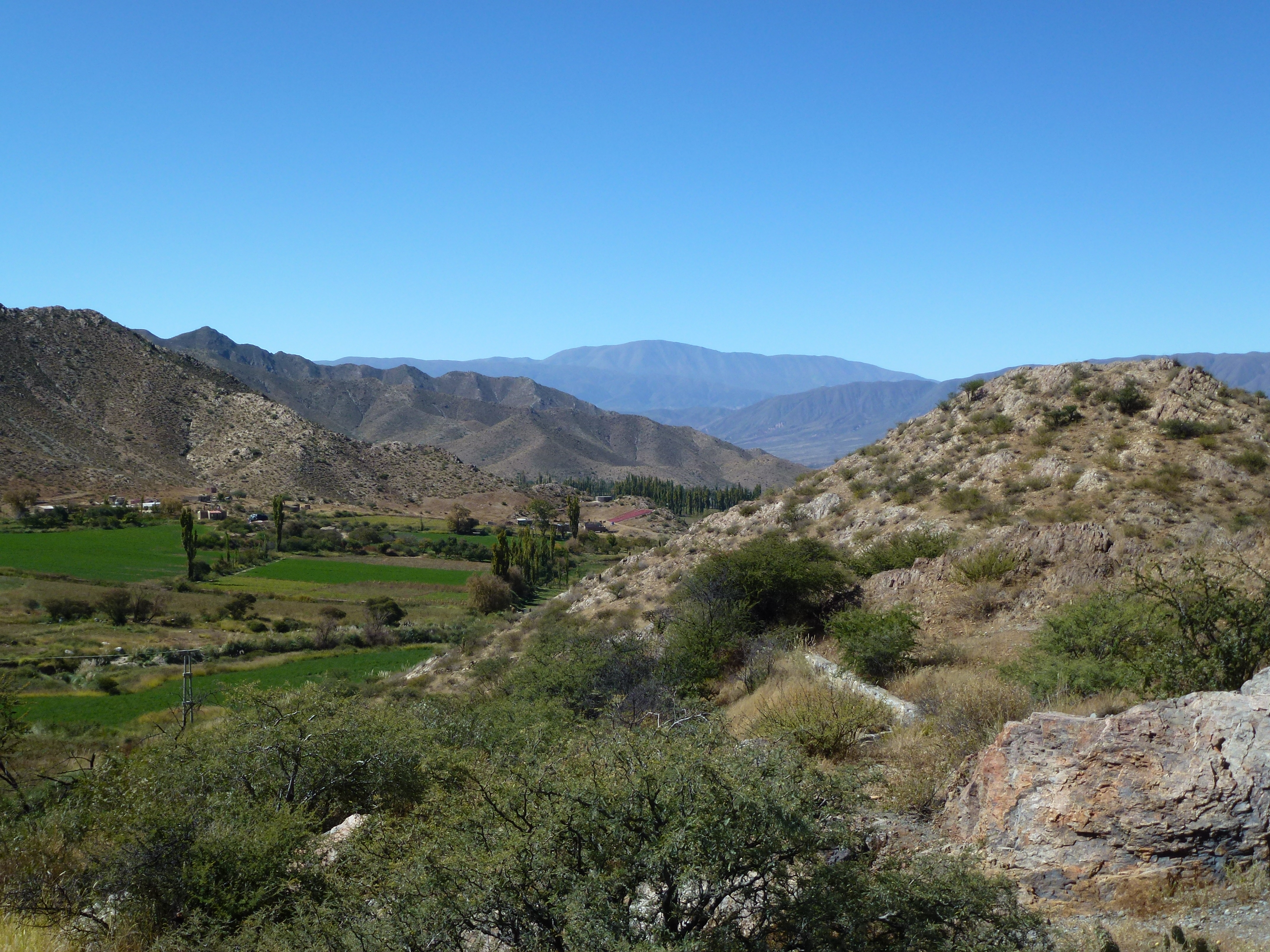
Cachi (Argentina)
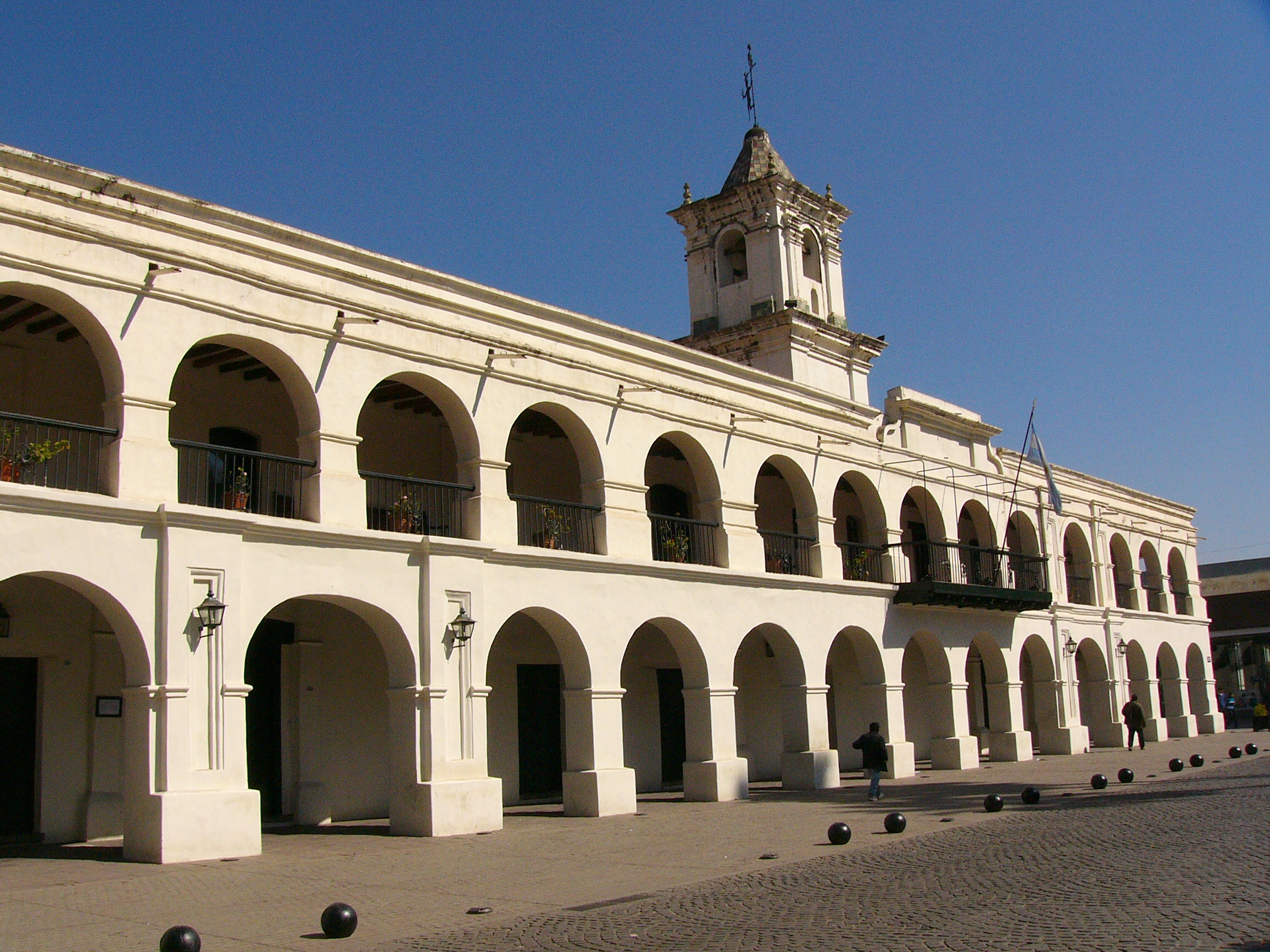
Cabildo coloniale di Salta
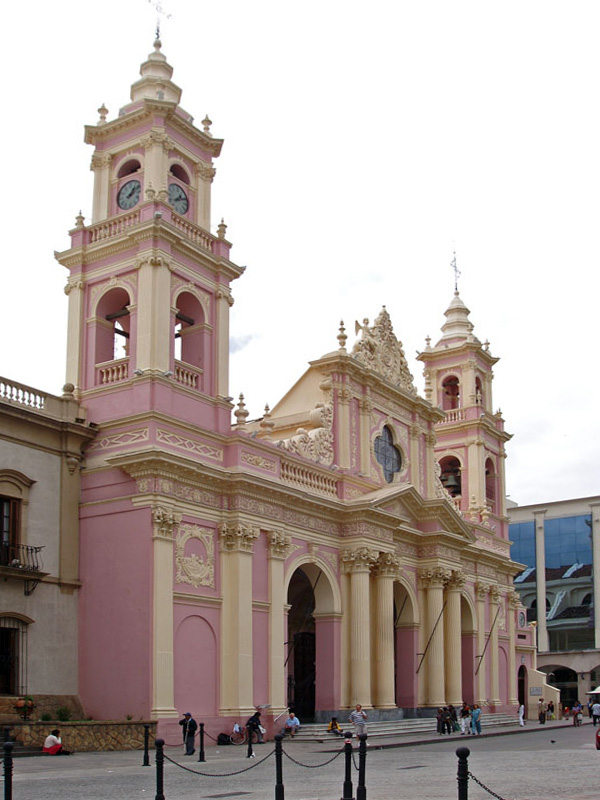
La Cattedrale di Salta.
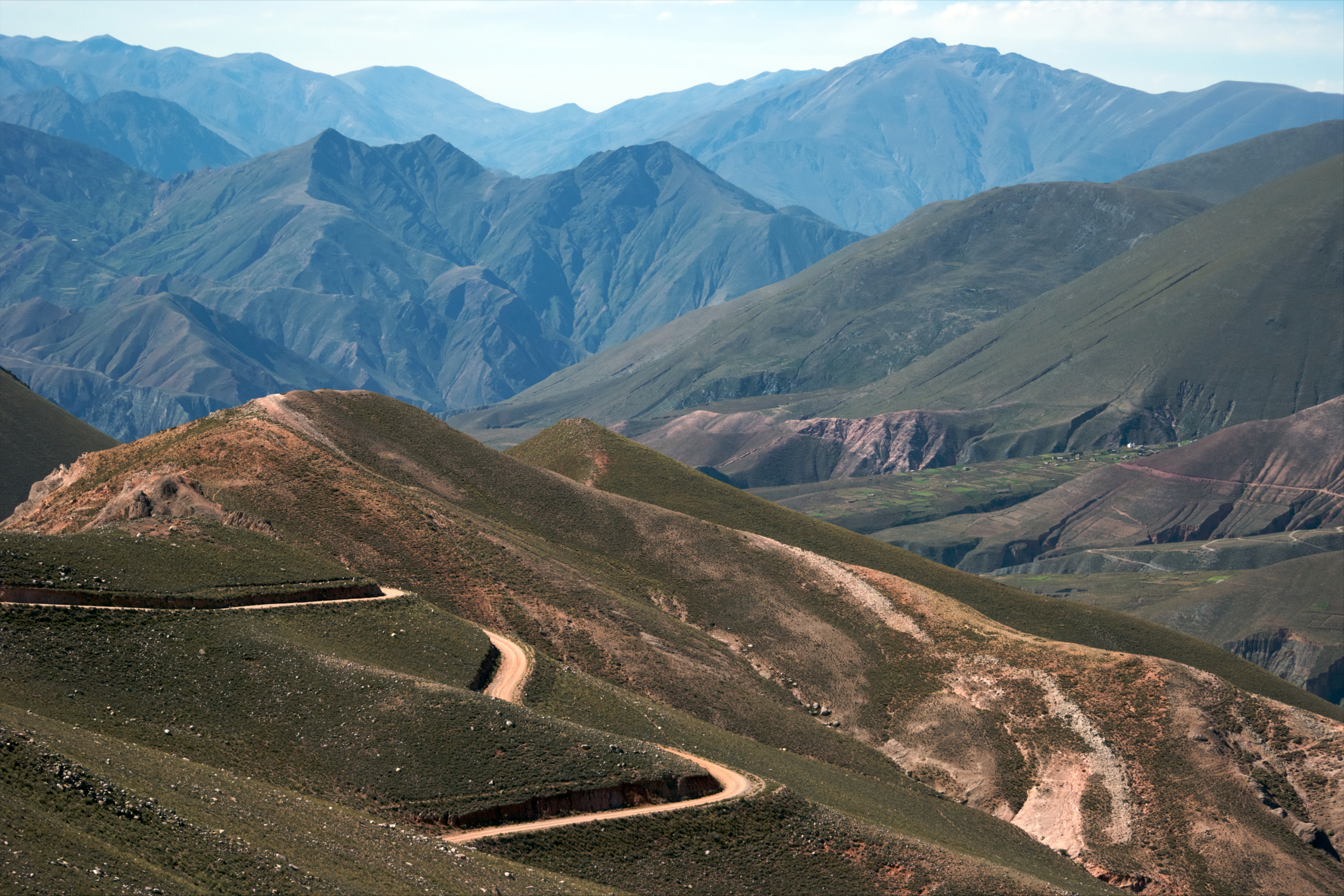
Cammino alla località di Iruya, nel nord della provincia.
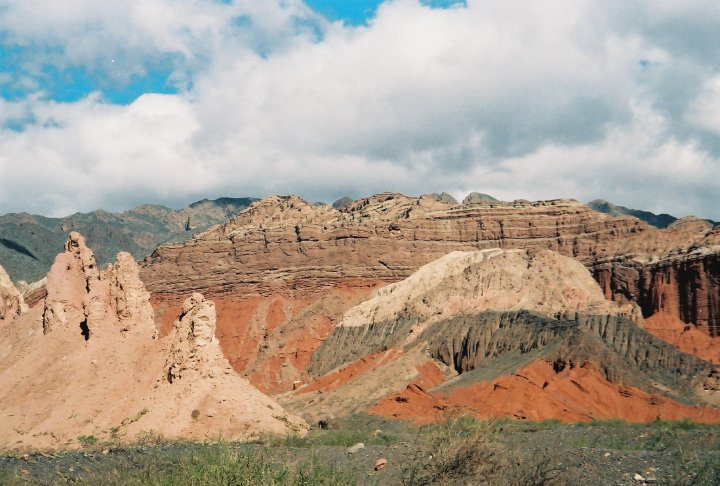
Veduta di una quebrada vicina a Cafayate
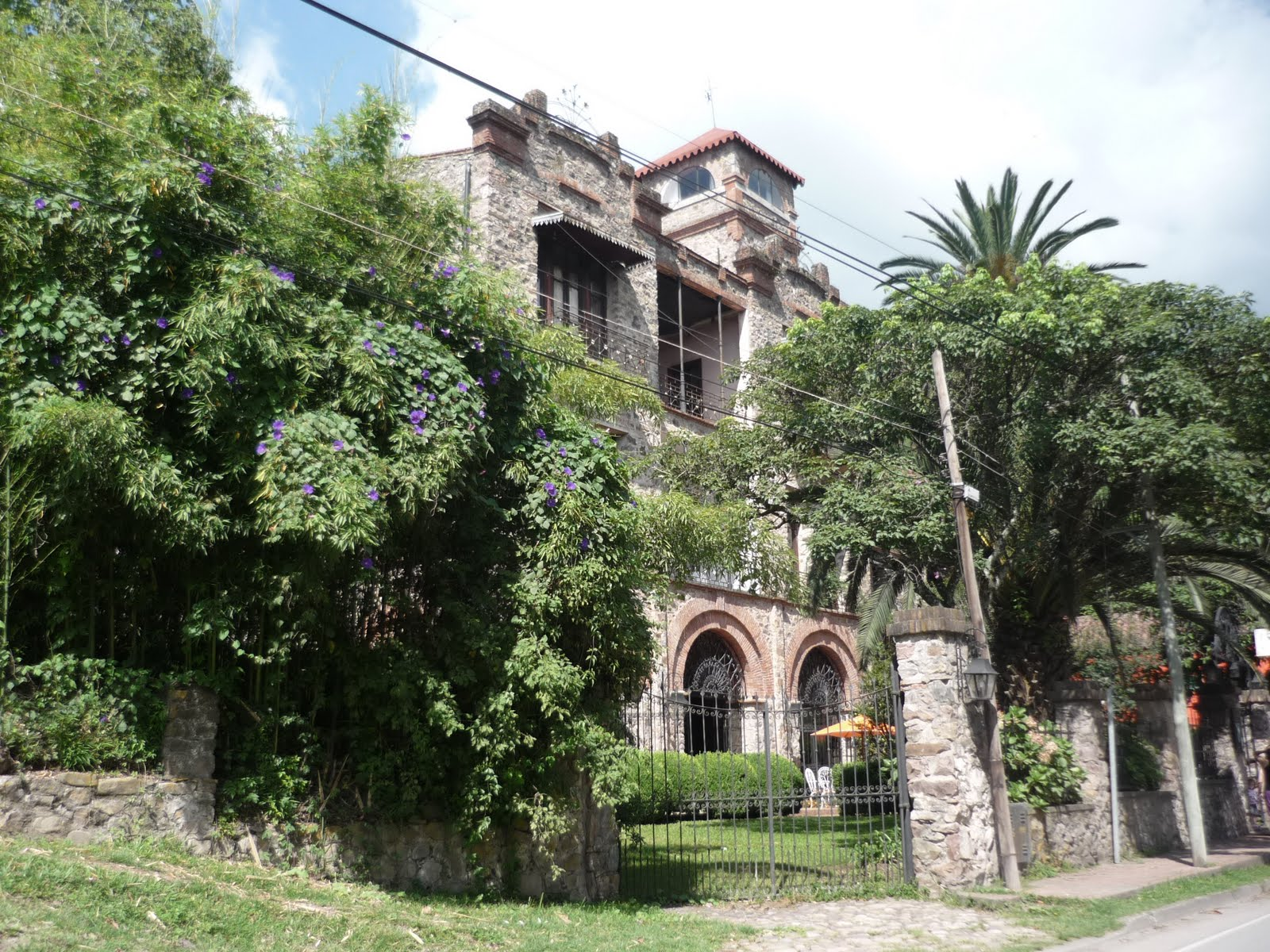
Villa San Lorenzo
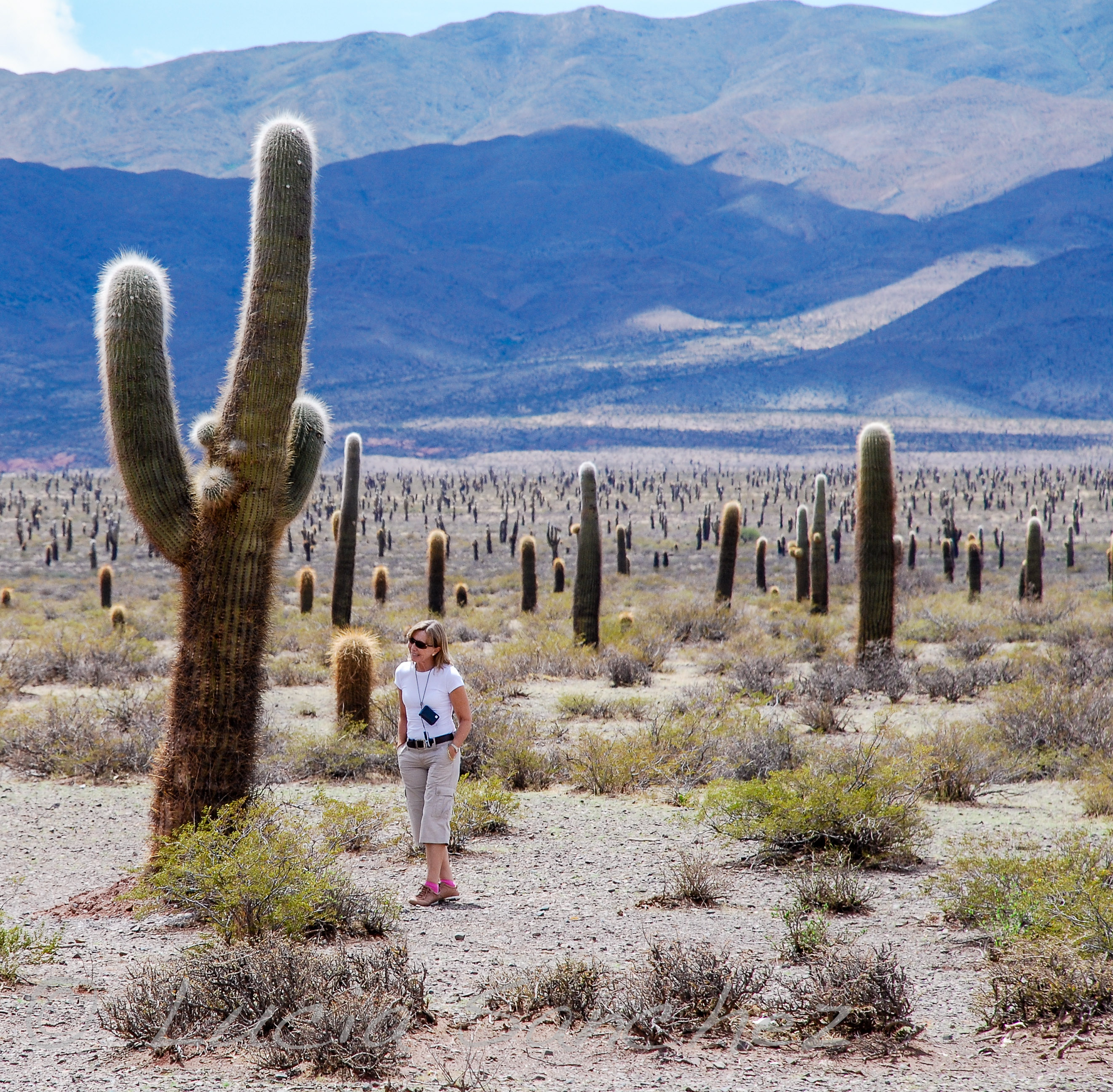
Parco nazionale Los Cardones
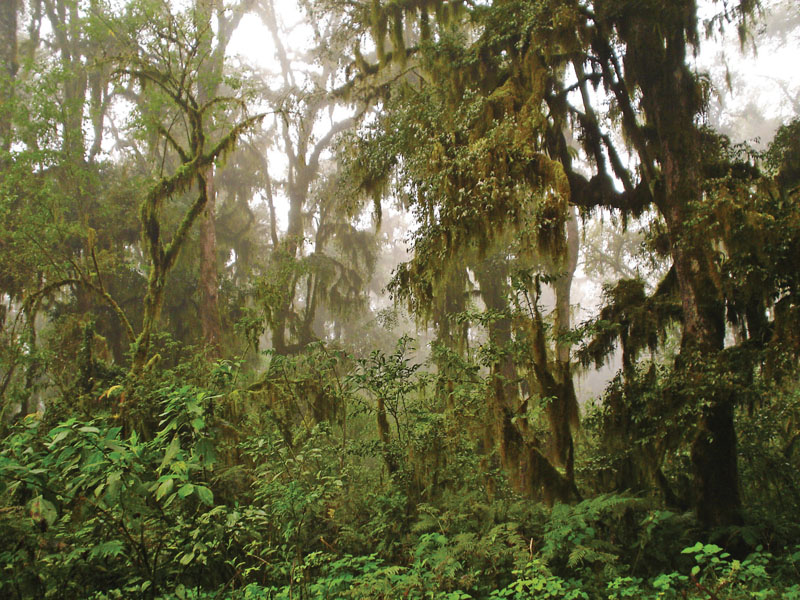
Yungas in la Provincia di Salta, regione del Parco nazionale Baritú.
giaguaro (yaguar o yaguareté).

## Dipartimenti
La provincia è divisa in 23 dipartimenti:
1. Anta (Joaquín Víctor González)
2. Cachi (Cachi)
3. Cafayate (Cafayate)
4. Capital (Salta)
5. Cerrillos (Cerrillos)
6. Chicoana (Chicoana)
7. General Güemes (General Güemes)
8. General San Martín (Tartagal)
9. Guachipas (Guachipas)
10. Iruya (Iruya)
11. La Poma (La Poma)
12. La Caldera (La Caldera)
13. La Candelaria (La Candelaria)
14. La Viña (La Viña)
15. Los Andes (San Antonio de los Cobres)
16. Metán (San José de Metán)
17. Molinos (Molinos)
18. Orán (San Ramón de la Nueva Orán)
19. Rivadavia (Rivadavia)
20. Rosario de la Frontera (Rosario de la Frontera)
21. Rosario de Lerma (Rosario de Lerma)
22. San Carlos (San Carlos)
23. Santa Victoria (Santa Victoria Oeste)